# Mèdia Menor
La Mèdia Menor fou una satrapia menor de l'Imperi persa aquemènida, integrada dins la satrapia de Mèdia.
Se sap que existia perquè Alexandre el Gran va nomenar Oxatres (Oxathres), fill d'Abulites (exgovernador de Susiana), com a sàtrapa. Quan després va nomenar Atròpat la regió que va agafar el nom d'Atropatene.
La satrapia abraçava les terres al sud-oest de la mar Càspia i probablement incloïa el territori dels cadusis. La frontera seria al riu Chalus; per l'oest limitava amb Armènia i al sud amb la Matiana (que quedava fora de la seva jurisdicció) fins a la riba nord del llac Urmia; al nord tenia el Caucas.